# Hermanus Petrus Schouten
Hermanus Petrus Schouten  (Amsterdam,  gedoopt 28 november 1747 –  Haarlem, 11 mei 1822), ook geschreven Harmanus Petrus Schouten, was een Amsterdamse prentkunstenaar, aquarellist, etser, schilder en tekenaar. 

## Biografie

### Afkomst en jeugd
Hermanus Petrus was de zoon van kunstenaar Jan Schouten en Christina Jacoba Roeland. Hij groeit hoofdzakelijk op in de Dirk van Hasseltsteeg, gelegen tussen de  Nieuwendijk en Nieuwezijds Voorburgwal in Amsterdam. Vermoedelijk omstreeks 1756 verhuizen zij naar een woning in de Leidsestraat, gelegen tussen de Heren- en Keizersgracht.  

### Gezin
In 1788 huwt Schouten, veertig jaar oud,  met de weduwe Sara Adriana Roosendaal. Uit dit enige huwelijk van Schouten zullen geen kinderen voortkomen.  Na het overlijden van zijn vader in  1792, verhuist Schouten naar de Grote Houtstraat in Haarlem.  Schoutens' vrouw Sara overlijdt aldaar in 1811 en hijzelf elf jaar later.

### Loopbaan
Schouten krijgt zijn opleiding aanvankelijk van zijn vader Johannes Schouten (1716-1792). Later is hij in de leer bij Paulus van Liender en bij de bekende kunstverzamelaar Cornelis Ploos van Amstel. In diens opdracht maakt hij een serie topografische tekeningen van Amsterdam. De  kunstenaar heeft de gewoonte zijn werk te ondertekenen met zijn volledige naam. Daarnaast ondertekent Schouten zijn werken soms met zijn initialen en achternaam (H.P. Schouten), waardoor hij later vaak zou worden verward met zijn oom Hubert Pieter, die waarschijnlijk niet als kunstenaar werkzaam was. 
Ook na zijn verhuizing naar Haarlem blijft Schouten stadsgezichten van Amsterdam maken. Zijn beste werk dateert uit de periode 1785 – 1790, toen zijn dorps- en stadsgezichten een grote degelijkheid en precisie kregen. Schoutens' werk vertoont de invloed van de gedetailleerde schilderstijl van de 17e-eeuwse kunstenaars als Jan van der Heyden. Schouten schilderde niet alleen Amsterdam en Haarlem, hij maakte ook stads- en dorpsgezichten “in de provincie”. 
De kunstenaar heeft zichzelf, voor zover bekend, een keer afgebeeld op een van zijn werken. Het betreft Interieur van de Nieuwe Kerk uit 1796.

## Galerij

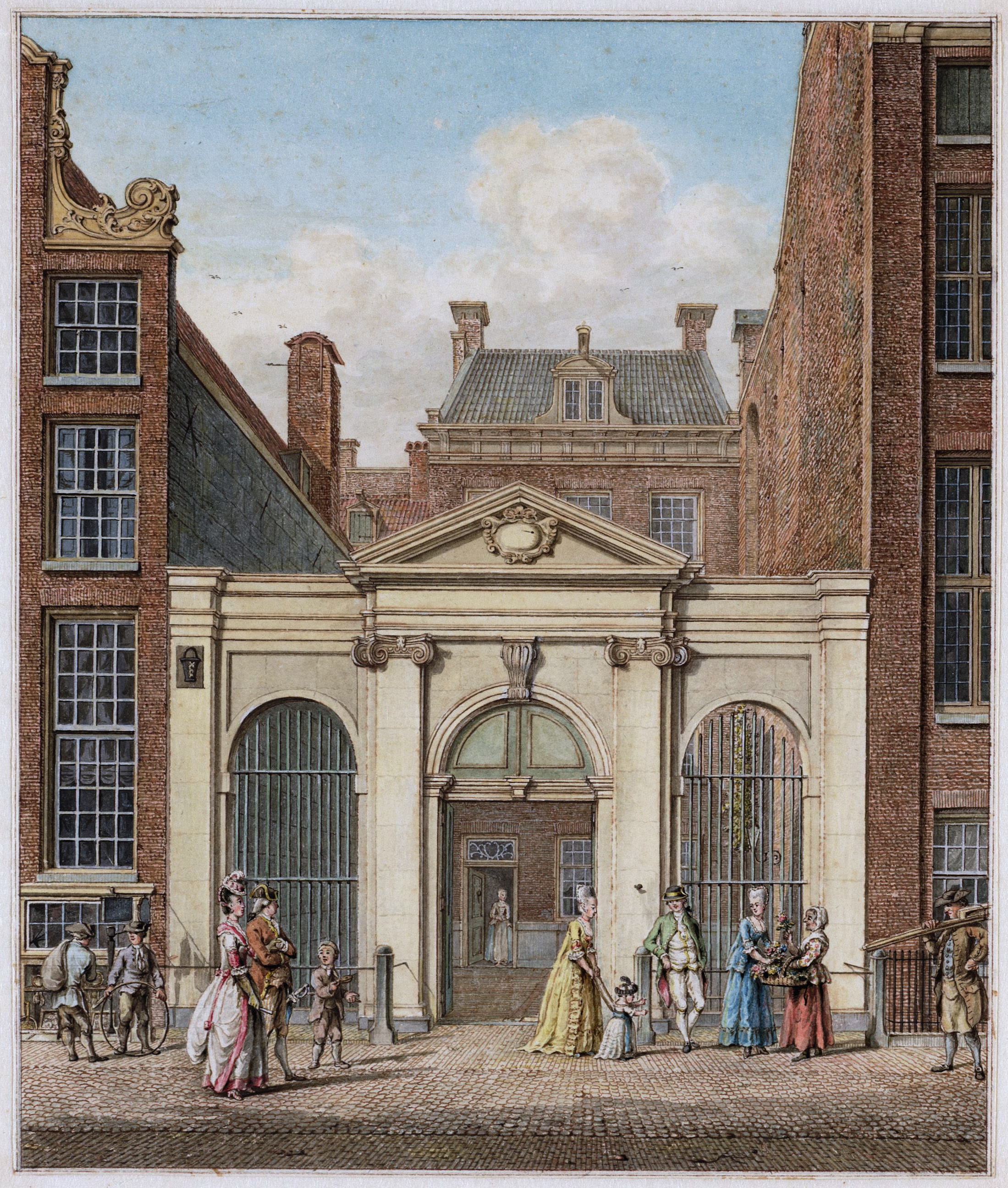
De ingang van de Schouwburg van Van Campen rond 1770 (1783 of ±1790/95)
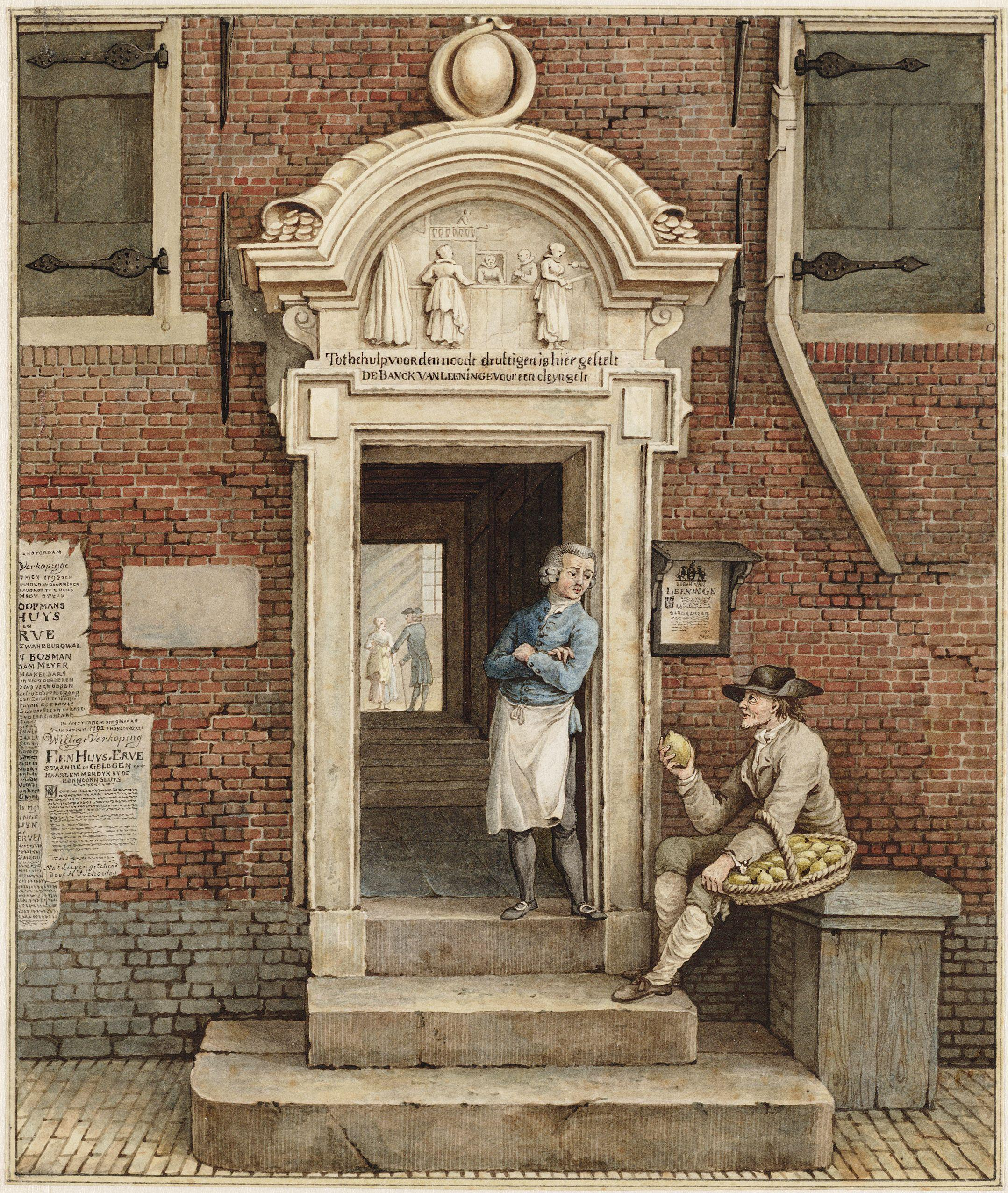
Bank van Lening te Amsterdam (1792)
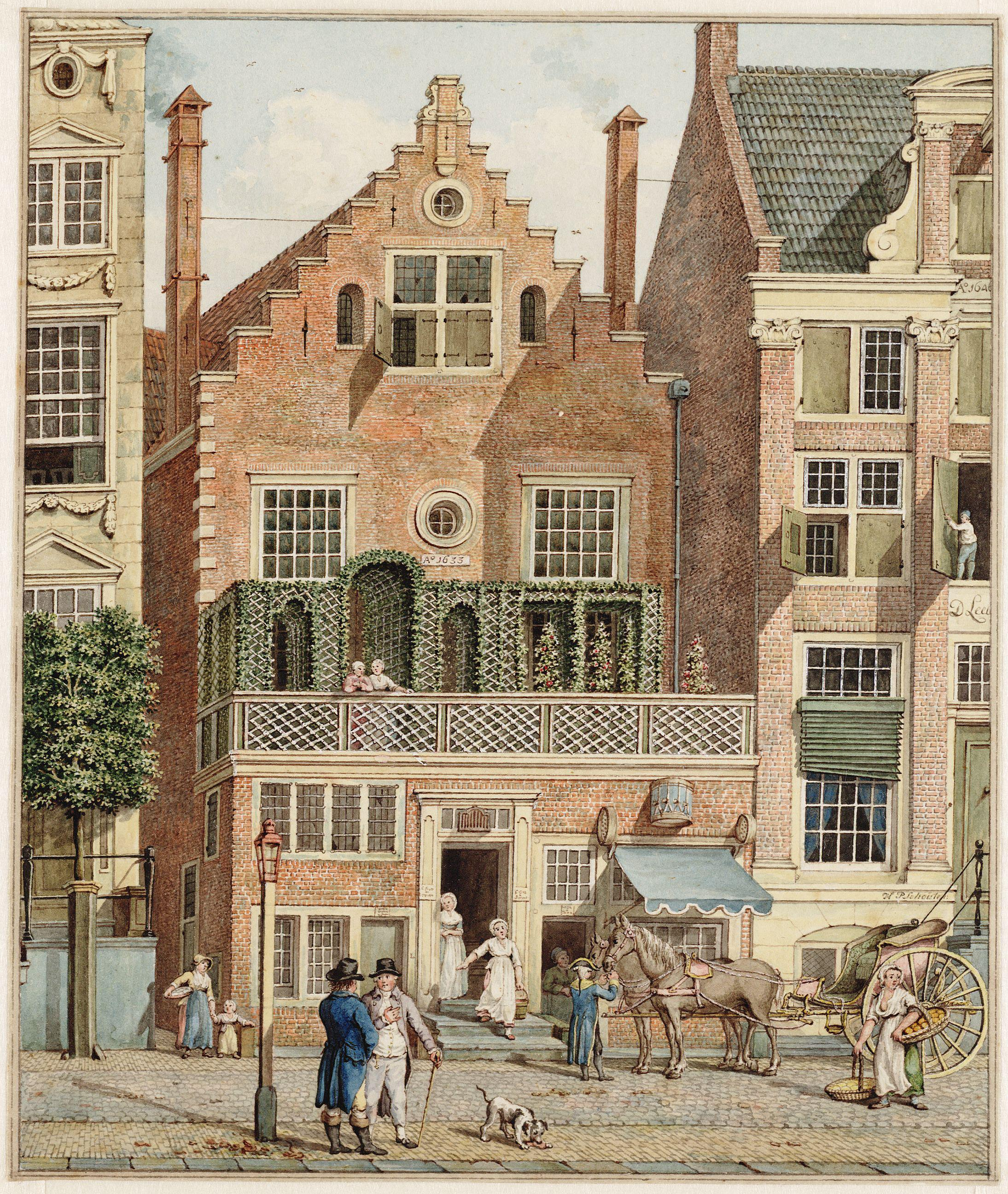
Rokin 91-95 in Amsterdam (1796)
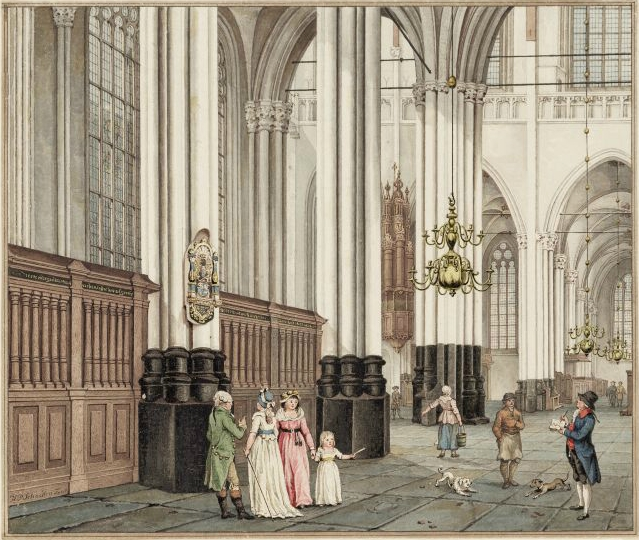
Hermanus Petrus Schouten op 'Interieur van de Nieuwe Kerk', Amsterdam (1796)
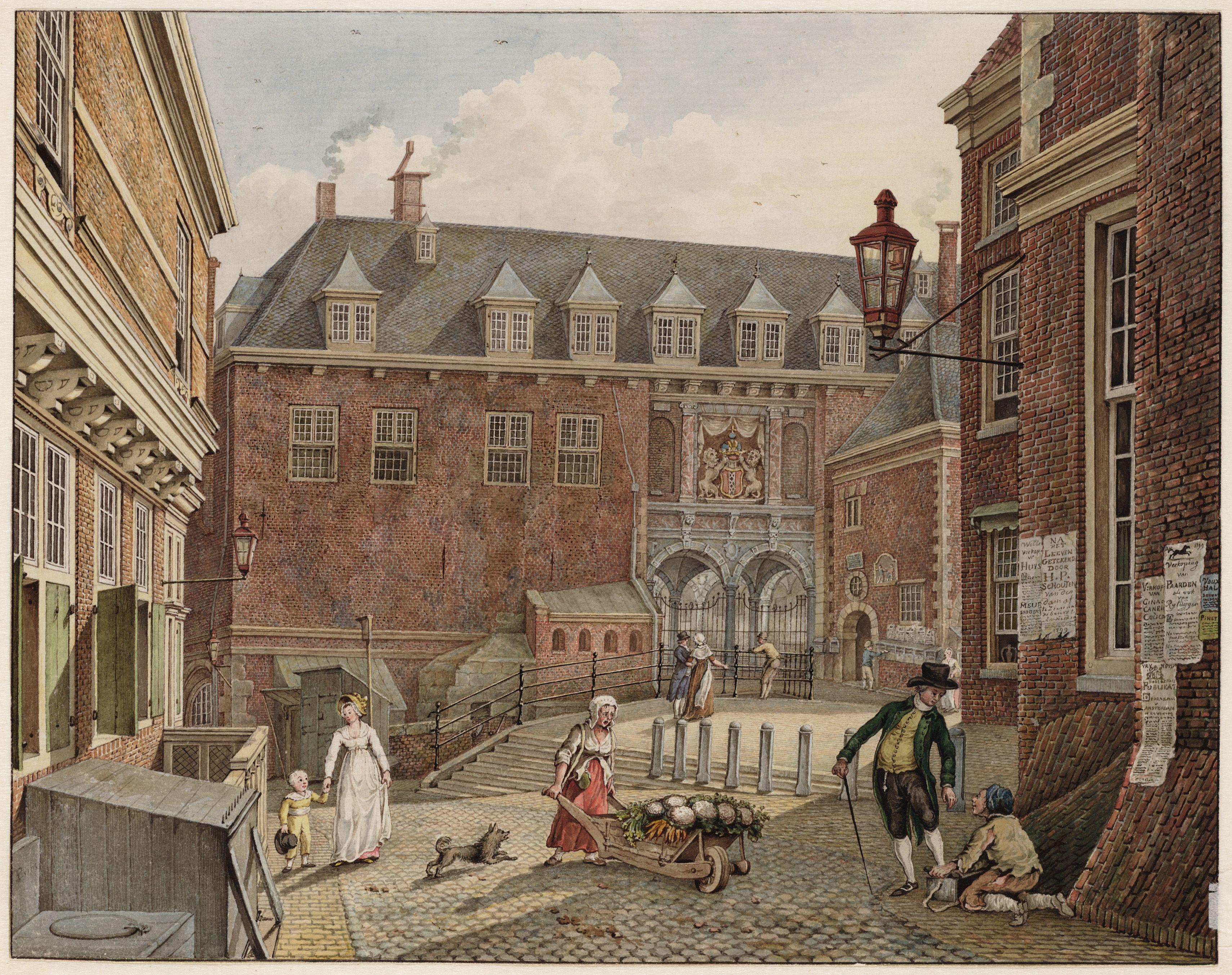
De opgang naar de beurs te Amsterdam (1799)
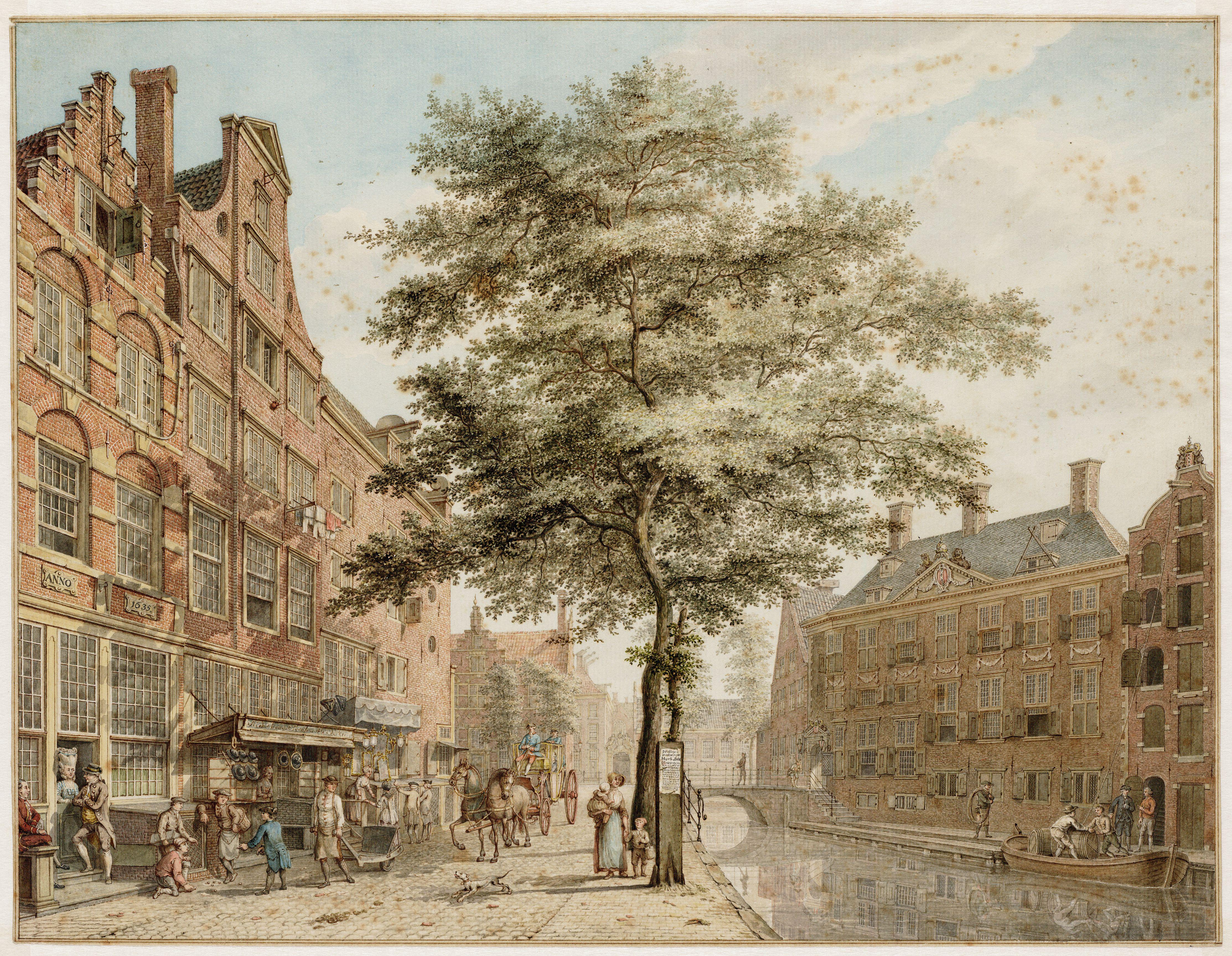
De Grimburgwal in Amsterdam (1796)